# Call Her Savage
Call Her Savage ist ein amerikanisches Filmdrama mit Clara Bow unter der Regie von John Francis Dillon aus dem Jahr 1932. Der Film ist mit seiner für die damalige Zeit offenen Darstellung von Sex und Gewalt ein typisches Beispiel für den laxen Umgang mit den geltenden Zensurvorschriften vor Inkrafttreten des Production Code. Er enthält die wohl erste Darstellung einer Bar mit überwiegend homosexuellen Gästen im kommerziellen amerikanischen Kino.

## Handlung
Der Film beginnt mit einer Rückblende.
Silas, der Großvater der Heldin Nasa, ermordet einen Indianer. Noch im Sterben prophezeit ihm das Opfer, dass die Sünden der Väter die späteren Generationen heimsuchen würden.
18 Jahre später hat sein einziges Kind, die junge Ruth, die mit einem respektablen Geschäftsmann Pete verheiratet ist, eine leidenschaftliche Affäre mit einem Indianer und brennt mit ihm durch. Kurze Zeit später bringt Ruth, die mittlerweile von ihrem Geliebten im Stich gelassen wurde, die gemeinsame Tochter Nasa zur Welt. Alle Beteiligten versuchen, die Angelegenheit zu vertuschen und Pete erklärt sich bereit, Nasa als sein eigenes Kind aufzuziehen. Nasa wächst ohne feste Regeln auf und leidet unter ihren extremen Stimmungsschwankungen. Als Pete, mittlerweile der reichste Mann des Mittelwestens, eines Tages sieht, wie Nasa ohne Grund ihren besten Freund, das Halbblut Moonglow auspeitscht, schickt er sie in den Osten auf ein Internat.
Kaum in Chicago angekommen, hat Nasa bald den Ruf eines unermüdlichen Partygirls mit ständig wechselnden Liebhabern. Alle Versuche von Pete, seine Tochter zu zügeln, scheitern. Als er Nasa schließlich mit einem reichen Erben verheiraten will, endet die Verlobungsfeier mit einer Handgreiflichkeit zwischen Nasa und Sunny De Lane, der aktuellen Geliebten ihres Verlobten. Der Skandal führt zum Bruch zwischen Vater und Tochter. Nasa stürzt sich eine Affäre mit einem nichtsnutzigen Mann, heiratet ihn, verschwendet sein Vermögen und wird am Ende fast von ihm vergewaltigt, als er mit einer Geschlechtskrankheit, die mittlerweile seinen Verstand angegriffen hat, im Krankenhaus liegt. In Notwehr schlägt sie ihn nieder. Nasa, die mittlerweile schwanger ist, bringt ihr Kind im siebten Monat zur Welt. Die Kosten für die medizinische Versorgung ruinieren Nasa, die gezwungen ist, ihr Geld auf der Straße zu verdienen. Als sie gerade von einem Freier zurückkehrt, ist das Baby an einer Rauchvergiftung gestorben, nachdem der betrunkene Babysitter mit einer Zigarette im Mund eingeschlafen war. Die verzweifelte Nasa erfährt jedoch noch am selben Abend durch Moonglow, der sie heimlich liebt, dass ihr Vater gestorben ist und ihr $ 100.000 vererbt hat. Nasa fasst neuen Lebensmut, geht nach New York und umgarnt den Millionär Jay Randall. Auch diese Beziehung scheitert am Ende an Nasas unkontrolliertem Temperament. Am Ende kehrt Nasa heim an das Sterbebett ihrer Mutter, erfährt die ganze Wahrheit über ihre Herkunft und wird endlich mit Moonglow glücklich.

## Hintergrund
Clara Bow war in den späten Stummfilmtagen zu einem der bestbezahlten Stars der Paramount geworden. Ihre Spezialität lag in der Darstellung leichtlebiger junger Frauen, sogenannter Flapper. Mit dem Aufkommen des Tonfilms sank ihre Popularität jedoch rapide. Dazu kamen erhebliche Gewichtsprobleme, eine mentale Erkrankung und endlose gerichtliche Auseinandersetzungen mit ihrer ehemaligen Sekretärin Daisy De Voe. Bow hatte schließlich im Mai 1931 einen Nervenzusammenbruch und wurde von Paramount aus ihrem Vertrag entlassen. Erst im Oktober 1931 war Bow soweit hergestellt, ihre Karriere fortzusetzen. Sie stand zunächst in Verhandlungen mit MGM, die sie für Feuerkopf engagieren wollten. Die Rolle ging schließlich an Jean Harlow. Am Ende unterschrieb Bow einen Vertrag bei den alten Fox-Studios, der ihr eine Gage von $ 75.000 für zehn Wochen Drehzeit sowie einen Bonus von $ 25.000 garantierte, wenn die Einspielergebnisse von Call Her Savage die Grenze von $ 800.000 überschreiten sollten. Im Gegenzug verpflichtete sich Bow, ihr Gewicht rechtzeitig zum Drehbeginn massiv zu reduzieren.
Das Studio geriet von Anfang an in Konflikt mit der zuständigen Zensurbehörde, dem Hays Office, die erhebliche Bedenken gegen die Verfilmung des Romans von Tiffany Thayer vorbrachten. Die Vorbehalte bezogen sich auf die explizite Darstellung von Mord, Gewalt, unehelicher Schwangerschaft, Prostitution und der sexuellen Beziehung zwischen Mitgliedern unterschiedlicher Ethnien. Der Roman enthielt darüber hinaus noch deutliche Hinweise auf Inzest und Promiskuität. Das fertige Drehbuch ließ einige besonders gewagte Situationen der Vorlage aus, behielt die Grundstruktur jedoch bei. Der Film ist insoweit typisch für den Versuch der Studios, die angesichts der Weltwirtschaftskrise dramatisch sinkenden Zuschauerzahlen durch die Darstellung möglichst expliziter Schilderungen von Sex und Gewalt zu stabilisieren. Clara Bow trägt meist tief ausgeschnittene Kleider und ihre verschiedenen Gewaltausbrüche gegenüber Dritten werden im Detail geschildert.
Wie Vito Russo in seinem Buch The Celluloid Closet ausführt, enthält Call Her Savage die wohl ersten Szenen, die in einer Schwulenbar spielen. Als Nasa mit ihrem neuen Verehrer Jay eine aufregende Nacht verbringen will, führt dieser sie nach eigenen Worten
down in the Village where only wild poets and anarchists eat. It’s pretty rough. 
Die nachfolgende Einstellung präsentiert eine Kellerbar, in der neben den angekündigten Schriftstellern und Revolutionären auch zahlreiche gleichgeschlechtliche Paare zu Gast sind. Viele Männer umarmen sich oder tanzen gemeinsam.
Später treten zwei Sänger, angetan mit Küchenschürzen und Staubwedeln auf und singen einen doppeldeutigen Song:
If a sailor in pajama I should see,
I know he’ll scare the life out of me.
But on a great big battle ship
We like to be working as chamber maids.
(Zitat: Seiten 42/43)
Ursprünglich war Joel McCrea für die Rolle des Moonglow vorgesehen, doch am Ende ging der Part an Gilbert Roland, mit dem Clara Bow einige Jahre vorher während der Dreharbeiten zu The Plastic Age eine Affäre hatte. Für Anthony Jowitt, der seine Rolle erst nach der Absage von Alexander Kirkland bekam, hatte das Studio eine großangelegte Kampagne vorgesehen, um ihn als neuen Star zu etablieren. Am Ende zwangen die finanziellen Schwierigkeiten, die das Studio am Ende in den Bankrott trieben, die Verantwortlichen, den Vertrag mit dem Schauspieler aufzulösen. Der Film war ein großer finanzieller Erfolg und Clara Bow schien eine zweite Karriere vor sich zu haben. Ihre starken mentalen Probleme zwangen sie jedoch, sich nach nur einem weiteren Film dauerhaft ins Privatleben zurückzuziehen. Die Schauspielerin zählt den Film neben It und Mantrap zu ihren persönlichen Lieblingsstreifen.

## Kritik
Die meisten Rezensenten lobten Clara Bow, fanden aber wenig Gefallen an der abstrusen Handlung des Films.
In der Los Angeles Times stand:
[Clara Bows] fame seems to have been recaptured with remarkable ease […] Her vitality and sincerity unite [in a] likable personality that disarms criticism and wins for her the whole-hearted approval of the masses […] Call Her Savage has been condemned by the more discriminating as a flashy, trashy, tasteless and unpleasant exhibit, but not even the most captious deny its superficial appeal to the larger public.
[Clara Bows] Popularität hat nicht sonderlich gelitten. […] Ihre Lebenslust und Glaubwürdigkeit vereinigen sich zu einer angenehmen Persönlichkeit, die jede Kritik entwaffnet und ihr die Zuneigung der Massen sichert. […] Call Her Savage wird von ernsthaften Zuschauern als vulgäre, taktlose und unangenehme Unterhaltung verdammt, doch nicht einmal die Blasiertesten können den unwiderstehlichen Reiz des Films für die breite Masse verleugnen.
Die New York Times war deutlich weniger angetan.
The titian-haired Clara Bow […] is the termagant of the film  "Call Her Savage" […] it was directed by John Francis Dillon, who is evidently no great believer in subtlety. It is scarcely an offering that can be recommended for its plausibility, but who knows but that there may be a girl somewhere like Nasa Springer. Miss Bow does quite well by the role of this fiery-tempered impulsive Nasa, but whether the flow of incidents makes for satisfactory entertainment is a matter of opinion.
Die tizianblonde Clara Bow […] ist eine wahre Xanthippe in  "Call Her Savage" [Der Regisseur] John Francis Dillon ist dem Anschein nach kein Anhänger von Zurückhaltung. Der Film kann wohl kaum aufgrund seiner Glaubwürdigkeit und Logik empfohlen werden, aber wer weiß, vielleicht gibt es dort draußen ja tatsächlich ein Mädchen wie Nasa Springer. Miss Bow kommt ganz gut mt der Rolle der heißblütigen, impulsiven Nasa zurecht, aber das Urteil, ob der nicht endenwollende Strom an Ereignissen tatsächlich am Ende gute Unterhaltung ist, bleibt dem Betrachter selber überlassen.